# Charles Redgie
Charles René Portal dit Charles Redgie ou Redgie, né le 1er septembre 1893 à Nice et mort le 4 mai 1966 à l'hôpital Lariboisière dans le 10e arrondissement de Paris, est un acteur de cinéma français.

## Biographie
En dehors des rôles qu'il a tenu au cinéma du début du parlant jusqu'à la veille de la seconde guerre mondiale, on sait assez peu de choses de Charles Redgie sinon qu'il aurait débuté aux États-Unis, et qu'il pouvait tourner indifféremment en trois langues, français, anglais et allemand.
Fils d'un marchand de chaussures niçois, Charles Portal, après avoir obtenu le brevet d'enseignement primaire, devient secrétaire d'hôtel à Vichy. Après la grande guerre, il s'installe comme couturier à Paris sous le nom de Charles Portal-Spada et épouse en janvier 1922, Germaine Chabrié, récemment divorcée du directeur de l'agence parisienne d'American Express, et qui deviendra également couturière à ses côtés. On ignore dans quelles circonstances il est passé de la confection derrière une machine à coudre à l'action devant une caméra.
Sa carrière cinématographique s'interrompt dix ans après avoir commencé avec Dernière Jeunesse, un film franco-italien de Jeff Musso sorti sur les écrans parisiens le 30 août 1939 quelques jours seulement avant la déclaration de guerre.
Redgie réapparaît sous l'Occupation comme directeur de l'ABC, et comme concessionnaire de publicité allemande puis on perd sa trace après mai 1942. Son attitude pendant toute cette période a certainement contribué à compromettre toute possibilité de reprendre sa carrière d'acteur après la Libération.
Dans ses mémoires inédits, Robert de Beauplan, qui fut son compagnon à la prison de Poissy raconte en 1946 :
"Portal est bien connu, sous son pseudonyme de Redgie, de tous les amateurs de cinéma. Royaliste d'Action Française et national-socialiste, convaincu, engagé dans les Services de Renseignement, volontaire pour toutes les missions périlleuses, il s'était fait parachuter, en uniforme américain, dans les lignes américaines, après le débarquement de Normandie, et il avait réussi cette prouesse d'être encore en vie, après avoir été condamné à mort par deux tribunaux militaires successifs, l'un américain, l'autre français. Il aurait dû l'être une troisième fois par une cour de Justice, mais on avait renoncé à lui faire ce mauvais procès, en estimant que c'était superflu. Il s'en est tiré avec des travaux forcés à perpétuité. Descendant direct du baron Portal qui fut, au dix-huitième siècle et sous l'Empire, une illustration de la médecine française, il avait hérité, très jeune, d'une grosse fortune qu'il avait, en deux ans, allègrement engloutie. Après avoir monté une entreprise d'élevage au Maroc, où il perdit le reste de son avoir, il s'était découvert une vocation pour l'écran. Servi par son élégance naturelle de dandy un peu sur le retour, par son humour à la Koval et par sa parfaire connaissance des langues étrangères (il pouvait tourner, indifféremment, des films en français, en anglais ou en allemand), il était devenu une vedette grassement payée de l'écran international avant que son enthousiasme idéologique ne le conduisit à [la prison de] Poissy. Il y était le plus joyeux et le plus agréable des compagnons, d'un charmant "mauvais esprit", qui lui avait déjà attiré bien des ennuis."

## Filmographie
- 1930 : Mon gosse de père de Jean de Limur : Stanley
- 1930 : Autour de votre main, Madame, court-métrage de Max de Vaucorbeil[17] : l'auteur
- 1930 : Le Mystère de la chambre jaune de Marcel L'Herbier : le garde-chasse (en tant que Redgie)
- 1930 : Le Joker [Va Banque] d'Erich Waschneck : Freddoe
- 1931 : Mon cœur incognito d'André-Paul Antoine et Manfred Noa
- 1931 : The Parisian (version américaine de Mon gosse de père) de Jean de Limur : Stanley
- 1931 : Le Roi du cirage de Pierre Colombier
- 1931 : Le Capitaine Craddock (version française de Bomben auf Monte Carlo) de Hanns Schwarz et Max de Vaucorbeil : Pierre
- 1932 : Monte Carlo Madness (version anglaise de Bomben auf Monte Carlo) de Hanns Schwarz : Peter
- 1932 : Allô Berlin ? Ici Paris ! de Julien Duvivier : Jacques Dumont
- 1932 : Le Vainqueur / Le Veinard [Der Sieger] de Hans Hinrich et Paul Martin : l'Anglais
- 1932 : Un rêve blond [Happy ever after] de Paul Martin et Robert Stevenson : le secrétaire de Merryman
- 1932 : Chouchou poids plume de Robert Bibal : Whipple
- 1933 : Les Bleus de l'amour de Jean de Marguenat
- 1933 : Théodore et Cie de Pierre Colombier : Malvoisier
- 1933 : Son Altesse Impériale / Le Tsarévitch de Jean Bernard-Derosne et Victor Janson : le capitaine Gorsky
- 1934 : Georges et Georgette (version française de Viktor und Viktoria) de Roger Le Bon et Reinhold Shünzel : Douglas
- 1934 : Une femme chipée de Pierre Colombier : Monsieur Brévin
- 1934 : Minuit, place Pigalle de Roger Richebé
- 1934 : Le Dernier Milliardaire de René Clair : le prince héritier Nicolas
- 1934 : 2222 CF 2 / La 2222 CF 2 / L'Auto 2222 CF 2, court-métrage de Victor de Fast
- 1935 : Le Secret des Woronzeff d'André Beucler et Arthur Robison : Grégor
- 1935 : Barcarolle de Roger Le Bon et Gerhard Lamprecht
- 1936 : Samson de Maurice Tourneur : Stanley (non crédité)
- 1936 : Donogoo [Die geheimnisvolle Stadt] d'Henri Chomette et Reinhold Schünzel
- 1936 : Mais n'te promène donc pas toute nue !, court-métrage de Léo Joannon : Romain de Jaival, le journaliste du Figaro
- 1937 : La Peau d'un autre de René Pujol
- 1937 : Une femme sans importance de Jean Choux
- 1937 : Puits en flammes (version française de Stadt Anatol) de Victor Tourjanski
- 1937 : Ignace de Pierre Colombier : le capitaine Boisdelile
- 1937 : Les Hommes sans nom de Jean Vallée : le capitaine Willburn
- 1938 : Café de Paris d'Yves Mirande et Georges Lacombe : l'Anglais (en tant que Redgie)
- 1938 : L'Accroche-cœur / Riviera Express de Pierre Caron : Davis
- 1939 : Fort Dolorès de René Le Hénaff
- 1939 : Le Monde en armes [Auch Regie] de Jean Oser
- 1939 : Une main a frappé de Gaston Roudès : John
- 1939 : Dernière Jeunesse [Ultima giovinezza] de Jeff Musso : l'ivrogne